# Sommer-Paralympics 2024/Teilnehmer (Sri Lanka)
| stlisierte Goldmedaille | stlisierte Silbermedaille | stlisierte Bronzemedaille |
| ----------------------- | ------------------------- | ------------------------- |
| —                       | 1                         | —                         |

Sri Lanka war durch acht Athleten bei den Paralympischen Sommerspielen 2024 vertreten, die vom 28. August bis 8. September 2024 in Paris ausgetragen wurden. Die sri-lankische Mannschaft bestand aus einer Frau und sieben Männern, die in drei Sportarten antraten.

## Teilnehmer nach Sportart

### Leichtathletik
| Athleten               | Wettbewerb      | Vorlauf/Vorkampf | Vorlauf/Vorkampf | Halbfinale    | Halbfinale    | Finale        | Finale        | Rang   |
| Athleten               | Wettbewerb      | Zeit/Weite       | Rang             | Zeit/Weite    | Rang          | Zeit/Weite    | Rang          | Rang   |
| ---------------------- | --------------- | ---------------- | ---------------- | ------------- | ------------- | ------------- | ------------- | ------ |
| Frauen                 |                 |                  |                  |               |               |               |               |        |
| Jahani Wickramasingha  | Weitsprung T47  | –                | –                | –             | –             |               |               | 9      |
| Männer                 |                 |                  |                  |               |               |               |               |        |
| Palitha Halgahawela    | Kugelstoßen F63 | –                | –                | –             | –             | 14,51 m       | 5             | 5      |
| Anil Prasanna Jayalath | 100 m T63       | –                | –                | 13,03 s       | 6             | –             | –             | 6      |
| Indika Gamage          | 100 m T44       | 11,67 s          | 5                | ausgeschieden | ausgeschieden | ausgeschieden | ausgeschieden |        |
| Pradeep Puwakpitkande  | 1500 m T46      | –                | –                | –             | –             | 4:01,84 min   | 9             | 9      |
| Dulan Kodithuwakku     | Speerwurf F64   | –                | –                | –             | –             | 67,03 m       | 2             | Silber |

### Schwimmen
Männer
| Athleten       | Klasse        | Ergebnis    | Platz |
| -------------- | ------------- | ----------- | ----- |
| Naveed Rasheen | 400 m Frei S9 | 4:42,71 min | 10    |

### Rollstuhltennis
| Athleten          | Wettbewerb (Klasse) | Zweiunddreißigstelfinale | Zweiunddreißigstelfinale | Sechzehntelfinale | Sechzehntelfinale | Achtelfinale  | Achtelfinale  | Viertelfinale | Viertelfinale | Halbfinale    | Halbfinale    | Finale        | Finale        | Rang |
| Athleten          | Wettbewerb (Klasse) | Gegner                   | Ergebnis                 | Gegner            | Ergebnis          | Gegner        | Ergebnis      | Gegner        | Ergebnis      | Gegner        | Ergebnis      | Gegner        | Ergebnis      | Rang |
| ----------------- | ------------------- | ------------------------ | ------------------------ | ----------------- | ----------------- | ------------- | ------------- | ------------- | ------------- | ------------- | ------------- | ------------- | ------------- | ---- |
| Männer            |                     |                          |                          |                   |                   |               |               |               |               |               |               |               |               |      |
| Suresh Dharmasena | Einzel              | Josef Riegler            | 6:1, 6:3                 | Gordon Reid       | 0:6, 0:6          | ausgeschieden | ausgeschieden | ausgeschieden | ausgeschieden | ausgeschieden | ausgeschieden | ausgeschieden | ausgeschieden | 17   |